# Prix spécial du jury de la Mostra de Venise
Le prix spécial du jury (italien : Premio speciale della giuria) est, après le Lion d'or et le Grand prix du jury, l'un des prix les plus importants décernés depuis 2013 à la Mostra de Venise.
Les deux prix sont les équivalents du Grand prix et du Prix du Jury décernés à Cannes et correspondent à la deuxième et troisième place après le Lion d'or du meilleur film. Avant cette édition, le « Grand Prix du Jury » était souvent décerné sous le titre de « Prix spécial du Jury ».
Il s'agit donc d'une récompense attribuée à un film qui, sans être le lauréat du festival, s'est néanmoins distingué et a été particulièrement apprécié par les membres du jury international. Généralement, certains aspects de l'œuvre sont pris en compte, qui ne contribuent pas à l'attribution du premier prix, mais qui ajoutent de la valeur à l'œuvre, ou il peut s'agir d'une reconnaissance indirecte accordée à l'auteur de l'œuvre.
La statuette remise au lauréat consiste en un Lion en métal non précieux, pour le distinguer des Lions d'or et d'argent.

## Palmarès

### Années 2010
- 2013 : La Femme du policier (de) (Die Frau des Polizisten) de Philip Gröning •  Allemagne
- 2014 : Sivas de Kaan Müjdeci •  Turquie
- 2015 : Abluka : Suspicions (Abluka) d'Emin Alper •  France -  Turquie -  Qatar
- 2016 : The Bad Batch d'Ana Lily Amirpour •  États-Unis
- 2017 : Sweet Country de Warwick Thornton •  Australie
- 2018 : The Nightingale de Jennifer Kent •  Australie
- 2019 : La mafia non è più quella di una volta de Franco Maresco •  Italie

### Années 2020
- 2020 : Chers Camarades ! (Дорогие товарищи) d'Andreï Kontchalovski •  Russie
- 2021 : Il buco de Michelangelo Frammartino •  Italie
- 2022 : Aucun ours (خرس نیست) de Jafar Panahi •  Iran[1]
- 2023 : Green Border (Zielona granica) d'Agnieszka Holland •  Pologne[2]
- 2024 : April de Déa Kulumbegashvili •  Géorgie